# Cruz Azul
Cruz Azul Fútbol Club, A.C, thường được gọi với cái tên Cruz Azul (phát âm [kɾus aˈsul], "Thập tự màu xanh lam"), là câu lạc bộ bóng đá México thành lập ở Thành phố Mexico, nhưng ban đầu có xuất phát điểm ở thị trấn Jasso (giờ là thành phố Ciudad Cooperativa Cruz Azul), miền nam Tula de Allende thuộc bang Hidalgo, México. Cruz Azul thi đấu tại Liga MX, giải đấu cao nhất cấp câu lạc bộ ở México với sân nhà là Estadio Azul, thuộc Colonia Ciudad de los Deportes, Thành phố Mexico. Đội bắt đầu thi đấu ở đây từ năm 1996, sau nhiều mùa giải chơi ở Sân vận động Azteca. Trụ sở câu lạc bộ nằm ở La Noria, ngoại ô Xochimilco miền nam Thành phố Mexico.